# Grande Marcha de Lisboa
Grande Marcha de Lisboa é um concurso para a escolha de uma marcha que será tocada em Lisboa, Portugal, por ocasião da noite de Santo António.
O concurso começou a ser realizado na década de 1990.

## Lista de Grandes Marchas de Lisboa
| Ano  | Título                                                                      | Autores                                                                     | Autores                                                                     | Notas                                                                       |  |
| Ano  | Título                                                                      | Melodia                                                                     | Letra                                                                       | Notas                                                                       |  |
| ---- | --------------------------------------------------------------------------- | --------------------------------------------------------------------------- | --------------------------------------------------------------------------- | --------------------------------------------------------------------------- |  |
| 1935 | Lá vai Lisboa                                                               | Raúl Ferrão                                                                 | Norberto de Araújo                                                          | [ 3 ]                                                                       |  |
| 1940 | Olha o Manjerico                                                            | Raúl Ferrão                                                                 | Norberto de Araújo                                                          | [ 3 ]                                                                       |  |
| 1947 | Marcha do Centenário                                                        | Raúl Ferrão                                                                 | Norberto de Araújo                                                          | [ 3 ]                                                                       |  |
| 1950 | Noite de Santo António                                                      | Raúl Ferrão                                                                 | Norberto de Araújo                                                          | [ 3 ]                                                                       |  |
| 1952 | Alcachofra Brava                                                            | Raúl Ferrão                                                                 | Norberto de Araújo                                                          | [ 3 ]                                                                       |  |
| 1955 | Esta Lisboa Bendita                                                         | João Andrade Santos                                                         | Silva Tavares                                                               | [ 3 ]                                                                       |  |
| 1958 | Voa, Joaninha, voa voa!                                                     | João Nobre                                                                  | José Galhardo                                                               | [ 3 ]                                                                       |  |
| 1963 | Cá vai Lisboa                                                               | Armando Quatorze                                                            | Raul Dubini                                                                 | [ 3 ]                                                                       |  |
| 1964 | Lisboa Bonita                                                               | Genny Telles                                                                | Hermenegildo de Figueiredo                                                  | [ 3 ]                                                                       |  |
| 1965 | Só Lisboa                                                                   | Eugénio Pépe                                                                | Artur Ribeiro                                                               | [ 3 ]                                                                       |  |
| 1966 | Anda Lisboa                                                                 | Gualberto Monteiro Fausto Santa                                             | Dina Sequeira                                                               | [ 3 ]                                                                       |  |
| 1967 | Lisboa numa cantiga                                                         | João Dâmaso Simões Queimado                                                 | Manuela de Moura e Sá Teles Santos                                          | [ 3 ]                                                                       |  |
| 1968 | Lisboa dos Milagres                                                         | Nóbrega e Sousa                                                             | Vilar da Costa                                                              | [ 3 ]                                                                       |  |
| 1969 | Lisboa dos Manjericos                                                       | Nóbrega e Sousa                                                             | Vilar da Costa                                                              | [ 3 ]                                                                       |  |
| 1970 | Lisboa já dança na rua                                                      | João Andrade Santos                                                         | Manuela de Moura e Sá Teles Santos                                          | [ 3 ]                                                                       |  |
| 1980 | Quem quer ver Lisboa                                                        | José Mesquita                                                               | Manuela de Moura e Sá Teles Santos                                          | [ 3 ]                                                                       |  |
| 1981 | Cantar Lisboa                                                               | António Braga Santos e Fernando Correia Martins                             | Edgar Gonçalves Preto e Francisco Nicholson                                 | [ 3 ]                                                                       |  |
| 1982 | Hoje e Sempre Lisboa                                                        | Maria da Luz de Castro e Silva                                              | José Rodrigues Canedo                                                       | [ 3 ]                                                                       |  |
| 1983 | Sete Colinas e Um Sonho                                                     | Maria da Luz de Castro e Silva                                              | José Rodrigues Canedo                                                       | [ 3 ]                                                                       |  |
| 1988 | Lisboa é uma Aguarela                                                       | Hermenegildo Francisco Mendes                                               | Hermenegildo Francisco Mendes                                               | [ 3 ]                                                                       |  |
| 1989 | Dizem que és mulher                                                         | Fernando Correia Martins                                                    | Rosa Lobato Faria                                                           | [ 3 ]                                                                       |  |
| 1990 | Lisboa sempre a cantar                                                      | João Dâmaso Simões Queimado                                                 | Manuela de Moura e Sá Teles Santos                                          | [ 3 ]                                                                       |  |
| 1991 | Lisboa sempre nova                                                          | João Dâmaso Simões Queimado                                                 | João Dias Nobre                                                             | [ 3 ]                                                                       |  |
| 1992 | Festa Alfacinha                                                             | João Dâmaso Simões Queimado                                                 | Manuela de Moura e Sá Teles Santos                                          | [ 3 ]                                                                       |  |
| 1993 | Vai Aqui Lisboa Inteira                                                     | Artur Rebocho                                                               | Edgar Reinaldo Sousa Gonçalves Preto                                        | [ 3 ]                                                                       |  |
| 1994 | Lisboa de Ver o Mar                                                         | Lídia Lourdes da Costa Marques Trindade                                     | António José Lopes Lampreia                                                 | [ 3 ]                                                                       |  |
| 1995 | Lisboa, Quem a Vê                                                           | Rui Serôdio                                                                 | Francisco Nicholson                                                         | [ 3 ]                                                                       |  |
| 1996 | Lisboa de Avental Bordado                                                   | José Rufino de Mendonça                                                     | José Rufino de Mendonça                                                     | [ 3 ]                                                                       |  |
| 1997 | Lisboa, de Pé no Chão                                                       | Jorge dos Santos Costa Pinto                                                | António José Lopes Lampreia                                                 | [ 3 ]                                                                       |  |
| 1998 | Lisboa, Que Linda És                                                        | José Rufino de Mendonça                                                     | José Rufino de Mendonça                                                     | [ 3 ]                                                                       |  |
| 1999 | Lisboa, Lisboa, Lisboa                                                      | Eurico Augusto Cebolo                                                       | Eurico Augusto Cebolo                                                       | [ 3 ]                                                                       |  |
| 2000 | Lisboa no Ano Dois Mil                                                      | Eurico Augusto Cebolo                                                       | Eurico Augusto Cebolo                                                       | [ 3 ]                                                                       |  |
| 2001 | Lisboa no Coração                                                           | Bernardo Sassetti                                                           | João Monge                                                                  | [ 3 ]                                                                       |  |
| 2002 | Lisboa Donairosa                                                            | Eurico Augusto Cebolo                                                       | Eurico Augusto Cebolo                                                       | [ 3 ]                                                                       |  |
| 2003 | Lisboa, Cidade Branca                                                       | José Rufino de Mendonça                                                     | José Rufino de Mendonça                                                     | [ 3 ]                                                                       |  |
| 2004 | Lisboa a Namorar                                                            | Carlos Alberto Vidal                                                        | Carlos Alberto Vidal                                                        | [ 3 ]                                                                       |  |
| 2005 | A marcha mais alegre da Avenida                                             | Gimba e Luís Miguel Viterbo                                                 | Gimba e Luís Miguel Viterbo                                                 | [ 4 ]                                                                       |  |
| 2006 | Lisboa é Linda                                                              | Eurico Augusto Cebolo                                                       | Eurico Augusto Cebolo                                                       |                                                                             |  |
| 2007 | Beijos de Lisboa                                                            | Eurico Augusto Cebolo                                                       | Eurico Augusto Cebolo                                                       |                                                                             |  |
| 2008 | Lisboa de Camões, Vieira e Pessoa                                           | Arménio de Melo                                                             | José Luís Gordo                                                             |                                                                             |  |
| 2009 | Lisboa é uma Festa                                                          | José Reza                                                                   | José Reza e Joaquim Isqueiro                                                |                                                                             |  |
| 2010 | Lisboa Menina                                                               | Carlos Pinto                                                                | José Alberto Raposo                                                         |                                                                             |  |
| 2011 | Fado, de Lisboa para o Mundo                                                | Artur António Jordão Araújo                                                 | Alexandrina dos Reis Florindo Pereira                                       | [ 5 ]                                                                       |  |
| 2012 | Lisboa, Reencontro e Festa                                                  | Helena de Fátima Chaves Andrade de Campos                                   | Helena de Fátima Chaves Andrade de Campos                                   |                                                                             |  |
| 2013 | Lisboa tem uma festa que é só sua                                           | Gimba                                                                       | Gimba                                                                       | [ 6 ]                                                                       |  |
| 2014 | Lisboa de Fernão                                                            | Artur António Jordão Araújo                                                 | Bruno Alexandre Marcos Frazão                                               | [ 7 ]                                                                       |  |
| 2015 | Santo António Canta a História                                              | Gimba                                                                       | Gimba                                                                       | [ 8 ]                                                                       |  |
| 2016 | Marcha da Pontaria                                                          | Samuel                                                                      | Nuno Gomes dos Santos                                                       | [ 9 ]                                                                       |  |
| 2017 | Lisboa, Mar de Encontros                                                    | Carlos Dionísio                                                             | Flávio Gil                                                                  | [ 10 ]                                                                      |  |
| 2018 | Vasco é Saudade                                                             | José Condinho                                                               | Dina Barco                                                                  | [ 1 ]                                                                       |  |
| 2019 | Lisboa Alegre e Triste                                                      | Augusto Madureira                                                           | Augusto Madureira                                                           |                                                                             |  |
| 2020 | Em 2020 e 2021, as marchas não se realizaram devido à pandemia de COVID-19. | Em 2020 e 2021, as marchas não se realizaram devido à pandemia de COVID-19. | Em 2020 e 2021, as marchas não se realizaram devido à pandemia de COVID-19. | Em 2020 e 2021, as marchas não se realizaram devido à pandemia de COVID-19. |  |
| 2021 | Em 2020 e 2021, as marchas não se realizaram devido à pandemia de COVID-19. | Em 2020 e 2021, as marchas não se realizaram devido à pandemia de COVID-19. | Em 2020 e 2021, as marchas não se realizaram devido à pandemia de COVID-19. | Em 2020 e 2021, as marchas não se realizaram devido à pandemia de COVID-19. |  |
| 2022 | Amália é Lisboa                                                             | José Reza                                                                   | José Reza e Joaquim Isqueiro                                                |                                                                             |  |
| 2023 | Menino Parque Mayer                                                         | Carlos Leitão                                                               | Carlos Leitão                                                               |                                                                             |  |